# Weronika Mars (film)
Weronika Mars – amerykański film w reżyserii Roba Thomasa, sequel serialu o tym samym tytule, w którym w tytułową rolę wcieliła się ponownie Kristen Bell.

## Fabuła
Akcja rozpoczyna się dziewięć lat po wydarzeniach, które miały miejsce w trzecim sezonie. Na nowo poznajemy byłą nastoletnią detektyw Weronikę Mars (Kristen Bell), która opuściła już rodzinne miasteczko Neptune w Kalifornii i przeniosła się do Nowego Jorku, gdzie jest w stałym związku z Pizem Piznarskim. Bohaterka stara się o pracę w prestiżowej kancelarii Truman-Mann. Pewnego dnia kontaktuje się z nią jej były chłopak, Logan Echolls (Jason Dohring), teraz porucznik w Marynarce Wojennej Stanów Zjednoczonych. Zostaje on oskarżony o zamordowanie swojej dziewczyny Carrie Bishop, gwiazdy pop o pseudonimie „Bonnie DeVille”. Weronika zgadza się powrócić do Neptune i pomóc Loganowi wybrać prawnika. Podczas wizyty spotyka się z ojcem (Enrico Colantoni). Były szeryf Neptune pokazuje jej, jak korupcja szerzy się pod rządami szeryfa Dana Lamba. Weronika zaczyna badać okoliczności śmierci Carrie.
Podczas swojego dochodzenia Veronika jest uczestniczką zjazdu absolwentów, na którym spotyka dawnych przyjaciół z liceum: Wallace'a Fennella (Percy Daggs) i Cindy „Mac” MacKenzie (Tina Majorino). Tam dowiaduje się, że były członek gangu motocyklistów Eli „Weevil” Navarro (Francis Capra) przeszedł diametralną zmianę osobowości oraz założył rodzinę. Podczas zjazdu Weronika stwierdza, że zabójstwo Carrie jest połączone ze śmiercią najlepszej przyjaciółki, Susan Knight. W trakcie spotkania absolwentów wrogo nastawiona koleżanka Madison Sinclair (Amanda Noret) odtwarza kopię sex taśmy, na nagraniu jest Weronika i Piz. Nagle wybucha wielka walka, którą opanowuje główna bohaterka, włączając zraszacze. Weronika podczas imprezy przeprowadza śledztwo, rozmawiając z tymi, którzy byli z Susan i Carrie na łodzi podczas feralnego dnia. Tymczasem podczas powrotu ze zjazdu do domu Weevil zatrzymuje się, aby pomóc kierowcy nękanemu przez gang motocyklowy. Zostaje ranny.
Weronika stwierdza, że ktoś na łodzi dziewięć lat temu zatuszował okoliczności śmierci Susan, a teraz zabił Carrie, bo groziła wyznaniem prawdy. Weronika spotyka się z Vinniem Van Lowem, który może dysponować materiałami pomocnymi w śledztwie. Weronika znajduje winnych morderstwa i informuje o tym szeryfa, ale ten ignoruje jej dowody. Bohaterka przebywa w Neptune dłużej niż planowała. Piz jednak jej nie towarzyszy tylko pracuje w Nowym Jorku. Podczas rozmowy telefonicznej bohaterowie zrywają ze sobą. Natomiast Truman-Mann uchyla swoją ofertę pracy, która prowadzi do kłótni między Keithem i Weroniką o to, co bohaterka robi ze swoim życiem.
Keith ma tajne spotkanie z jednym z zastępców szeryfa. Podczas spotkania dochodzi do ataku przez nieznanego kierowcę, który uderza w samochód Keitha. Podczas tego zdarzenia ginie jeden z zastępców szeryfa. Życie ojcu bohaterki ratuje Logan, który akurat jest świadkiem. Po kilku godzinach spędzonych w szpitalu Logan odprowadza zmęczoną Weronikę do domu. Wtedy główna bohaterka uświadamia sobie, że nadal jest bardzo zakochana w Loganie. Para wraca do siebie z powrotem. Następnego dnia Weronika podsłuchuje rozmowę w mieszkaniu Gii, następnie odwiedza ją w celu poznania prawdy. Przestraszona dziewczyna wyznaje całą prawdę. Ujawnia, że Cobb jest mózgiem całej sytuacji, opowiada, jak Susan przedawkowała, a oni, aby zatrzeć ślady, pozbyli się jej ciała. Cała sytuacja jednak została uwieńczona na zdjęciach, którymi szantażuje ją Cobb. Cobb słyszy ich całą rozmowę przez radio w swoim mieszkaniu naprzeciwko, następnie udaje się do jej mieszkania, aby prawda nie ujrzała światła dziennego. Zabija Gię przez okno, Weronika jako świadek całego zdarzenia dzwoni na policję i wabi Cobba do piwnicy, gdzie cudem unika śmierci, pokonując przeciwnika ciosem z kija golfowego.
Logan wraca do czynnej służby w marynarce wojennej. Zdjęcia Cobba i tajne nagranie Lamba odmawiającego zbadania dowodów przedstawionych przez Weronikę zostają przekazane policji. Zarówno Keith, jak i Weevil powracają powoli do zdrowia. Weronika postanawia zostać w Neptune i wraz z ojcem i Mac walczyć z korupcją w mieście.

## Obsada
- Kristen Bell jako Weronika Mars
- Jason Dohring jako Logan Echolls
- Krysten Ritter jako Gia Goodman
- Ryan Hansen jako Dick Casablancas
- Francis Capra jako Eli „Weevil” Navarro
- Percy Daggs III jako Wallace Fennel
- Chris Lowell jako Stosh „Piz” Piznarski
- Tina Majorino jako Cindy „Mac” Mackenzie
- Enrico Colantoni jako Keith Mars